# Brian O'Driscoll
Brian Gerard O'Driscoll (* 21. ledna 1979, Dublin) je bývalý irský ragbista, který hrál na pozici pravé tříčtvrtky. V roce 2016 byl jmenován do Světové ragbyové síně slávy. V letech 2001, 2002 a 2009 byl v nominaci na nejlepšího ragbista roku. 
Za reprezentaci Irska odehrál 133 zápasů (83 jako kapitán) a připsal si 245 bodů. Položil za Irsko nejvíce pětek v historii (46). Je hráčem, co položil nejvíce pětek v historii Six Nations (26). V roce 2008 položil pětku, kterou World Rugby vybralo jako nejlepší pětku roku. Dvakrát (2009, 2014) vyhrál Pohár 6 národů. V roce 2006, 2007 a 2009 byl zvolen nejlepším hráčem Six Nations. Odehrál 8 zápasů za Britské a Irské lvy. 
S klubem Leinster vyhrál třikrát (2009, 2011, 2012) Heineken Cup a třikrát (2008, 2013, 2014) irskou ligu. V roce 2002 s klubem vyhrál Keltskou ligu.

## Klubová kariéra
- 1999–2014 Leinster